# Apfelberg
Apfelberg (meaning "Apple Mountain" in German) là một đô thị thuộc huyện Knittelfeld trong bang Steiermark, nước Áo. Đô thị Apfelberg có diện tích 9,29 km², dân số cuối năm 2005 là 625 người.